# Lee Dong-gook
Lee Dong-gook (en hangul: 이동국; Pohang, Corea del Sur, 29 de abril de 1979) es un exfutbolista surcoreano que jugaba como delantero y fue profesional entre 1998 y 2020. Fue internacional con la Selección de Corea del Sur, de la cual es el quinto jugador con más goles con 33 anotaciones y figura entre los 10 jugadores con más presencias en la selección, además participó en dos mundiales y tres copas asiáticas con su país. Con 228 goles es el máximo goleador histórico de la K League 1, mientras que también es el segundo máximo goleador de la Liga de Campeones Élite de la AFC con 37 goles.

## Clubes
| Club                   | País          | Año       |
| ---------------------- | ------------- | --------- |
| Pohang Steelers        | Corea del Sur | 1998-2007 |
| Werder Bremen (cedido) | Alemania      | 2001      |
| Gwangju Sangmu         | Corea del Sur | 2003-2005 |
| Middlesbrough F. C.    | Inglaterra    | 2007-2008 |
| Seongnam Ilhwa Chunma  | Corea del Sur | 2008      |
| Jeonbuk Hyundai Motors | Corea del Sur | 2009-2020 |

## Estadísticas

### Selección nacional

#### Participaciones en fases finales
| Torneo                                 | Sede                                      | Resultado        | Partidos | Goles |
| -------------------------------------- | ----------------------------------------- | ---------------- | -------- | ----- |
| Copa Mundial de Fútbol de 1998         | Francia                                   | Primera fase     | 1        | 0     |
| Juegos Asiáticos de 1998               | Bangkok                                   | Cuartos de final | —        | —     |
| Copa Mundial de Fútbol Juvenil de 1999 | Nigeria                                   | Primera fase     | 3        | 1     |
| Copa de Oro de la Concacaf 2000        | Estados Unidos                            | Primera fase     | 1        | 1     |
| Juegos Olímpicos de 2000               | Sídney                                    | Primera fase     | 3        | 1     |
| Copa Asiática 2000                     | Líbano                                    | Tercer puesto    | 6        | 6     |
| Copa de Oro de la Concacaf 2002        | Estados Unidos                            | Cuarto puesto    | 3        | 0     |
| Juegos Asiáticos de 2002               | Busan                                     | Tercer puesto    | —        | —     |
| Copa Asiática 2004                     | China                                     | Cuartos de final | 4        | 4     |
| Copa Asiática 2007                     | Indonesia / Malasia / Tailandia / Vietnam | Tercer puesto    | 5        | 0     |
| Copa Mundial de Fútbol de 2010         | Sudáfrica                                 | Octavos de final | 2        | 0     |

## Palmarés

### Títulos nacionales
| Título           | Club                   | País          | Año  |
| ---------------- | ---------------------- | ------------- | ---- |
| K League         | Jeonbuk Hyundai Motors | Corea del Sur | 2009 |
| K League         | Jeonbuk Hyundai Motors | Corea del Sur | 2011 |
| K League Classic | Jeonbuk Hyundai Motors | Corea del Sur | 2014 |
| K League Classic | Jeonbuk Hyundai Motors | Corea del Sur | 2015 |
| K League Classic | Jeonbuk Hyundai Motors | Corea del Sur | 2017 |
| K League 1       | Jeonbuk Hyundai Motors | Corea del Sur | 2018 |
| K League 1       | Jeonbuk Hyundai Motors | Corea del Sur | 2019 |
| K League 1       | Jeonbuk Hyundai Motors | Corea del Sur | 2020 |
| Korean FA Cup    | Jeonbuk Hyundai Motors | Corea del Sur | 2020 |

### Títulos internacionales
| Título                      | Club                   | País          | Año  |
| --------------------------- | ---------------------- | ------------- | ---- |
| Liga de Campeones de la AFC | Jeonbuk Hyundai Motors | Corea del Sur | 2016 |

## Apariciones

### Programas de televisión
| Año       | Título                                  | Notas                           |
| --------- | --------------------------------------- | ------------------------------- |
| 2021      | Law of the Jungle – Masters of Survival | miembro                         |
| 2021      | Law of the Jungle – Stove League        | (ep. 434-437) - miembro         |
| 2016      | Running Man                             | (ep. 83) - invitado             |
| 2015-2019 | The Return of Superman                  | (ep. 89-298) - miembro          |
| 2012      | 2 Days & 1 Night                        | episodio - 224 - 226 - invitado |